# KREM New Year's Day Cycling Classic
La KREM New Year's Day Cycling Classic est une course cycliste bélizienne disputée autour de Belize City. Créée en 1991, cette épreuve est habituellement organisée le 1er janvier. Avec la Cross Country Cycling Classic (en) et les championnats du Belize, elle figure parmi les compétitions cyclistes les plus prestigieuses du pays.
Depuis 2001, une épreuve pour les cyclistes féminines est également organisée. L'édition 2021 a été annulée en raison du contexte sanitaire lié à la pandémie de Covid-19. 

## Palmarès

### Hommes
| Année | Vainqueur                     | Deuxième                      | Troisième             |
| ----- | ----------------------------- | ----------------------------- | --------------------- |
| 1991  | Michael Lewis (en)            | Ernest Meighan                |                       |
| 1992  | Francisco Flores              | Fitzgerald Joseph (en)        |                       |
| 1993  | Derrick Mahler                | Orlando Chavarria (en)        |                       |
| 1994  | Douglas Lamb (en)             | Ronald Sutherland             |                       |
| 1995  | Robert Mariano                | Gustavo Carillo               |                       |
| 1996  | Nigel Matus                   | Ian Smith                     |                       |
| 1997  | Fred Usher                    | Michael Lewis (en)            |                       |
| 1998  | Francisco Flores              | James Frampton                |                       |
| 1999  | Ernest Meighan                | Skip Spangenburg              | James Frampton        |
| 2000  | Ariel Rosado                  | Quinton Hamilton              | Ernest Meighan        |
| 2001  | Miguel Pérez                  | Shane Vasquez                 | Quinton Hamilton      |
| 2002  | Barney Brown                  | Hugo Monterosa                | Mateo Cruz            |
| 2003  | Douglas Lamb (en)             | Mac Cannon                    | Bridge Calam          |
| 2004  | Marlon Castillo               | Mateo Cruz                    | Shane Vasquez         |
| 2005  | Shane Vasquez                 | Ian Smith                     |                       |
| 2006  | Scottie Weiss                 | Marlon Castillo               | Chris Harkey          |
| 2007  | Shane Vasquez                 | Marlon Castillo               | Mateo Cruz            |
| 2008  | Noé Germán Camacho            | Carlos Gabriel Hernández (en) | Michael Lewis (en)    |
| 2009  | Marlon Castillo               | Gregory Lovell                | Cristian McNish       |
| 2010  | Carlos Gabriel Hernández (en) | Carlos Manuel Hernández (de)  | Marco Salas           |
| 2011  | Marco Salas                   | Juan Carlos Rojas             | Shane Vasquez         |
| 2012  | Giovanni Choto                | Byron Pope                    | Peter Choto           |
| 2013  | David Henderson               | Gregory Lovell                | Darnell Barrow        |
| 2014  | Byron Pope                    | Carlos López González         | Giovanni Lovell       |
| 2015  | Héctor Rangel                 | David Santos                  | Ron Vasquez           |
| 2016  | Joel Borland                  | Justin Williams               | Johnny Valencia       |
| 2017  | Ron Vasquez                   | Brandon Cattouse              | Giovanni Lovell       |
| 2018  | Giovanni Lovell               | John DeLong                   | Robert Stewart        |
| 2019  | John DeLong                   | Clayton Travis                | Edgar Arana           |
| 2020  | Oscar Quiroz Jr.              | Joslyn Chavarria              | Richard Santiago      |
| 2021  | annulé                        |                               |                       |
| 2022  | Brandon Cattouse              | Derrick Chavarria             | Jyven Gonzalez        |
| 2023  | Derrick Chavarria             | Jyven Gonzalez                | Giovanni Lovell       |
| 2024  | John DeLong                   | Cory Williams                 | Derrick Chavarria     |
| 2025  | Cory Williams                 | Oscar Quiroz Jr.              | Miguel Ángel Cendales |

### Femmes
| Année | Vainqueur            | Deuxième             | Troisième            |
| ----- | -------------------- | -------------------- | -------------------- |
| 2001  | Karen Rosito         |                      |                      |
| 2002  | Ann Marie Bennett    |                      |                      |
| 2003  | Fiona Humes          |                      |                      |
| 2004  | Fiona Humes          | Claudette Maheia     | Violet Morrison      |
| 2005  | Marinette Flowers    | Alicia Thompson (en) | Amelita Knowles      |
| 2006  | Alicia Thompson (en) | Marinette Flowers    | Gabrielle Lovell     |
| 2007  | Gina Lovell          | Shalini Zabaneh      | Gabrielle Lovell     |
| 2008  | Shalini Zabaneh      | Alicia Thompson (en) | Marinette Flowers    |
| 2009  | Lori Harkey          | Shalini Zabaneh      | Gina Lovell          |
| 2010  | Shalini Zabaneh      | Althea Sutherland    | Fiona Humes          |
| 2011  | Shalini Zabaneh      | Patricia Chavarria   | Althea Sutherland    |
| 2012  | Kaya Cattouse (en)   | Shalini Zabaneh      | Patricia Chavarria   |
| 2013  | Shalini Zabaneh      | Patricia Chavarria   | Kaya Cattouse (en)   |
| 2014  | Shalini Zabaneh      | Gabrielle Lovell     | Alicia Thompson (en) |
| 2015  | Alicia Thompson (en) | Kaya Cattouse (en)   | Patricia Chavarria   |
| 2016  | Alicia Thompson (en) | Kaya Cattouse (en)   | Paulita Chavarria    |
| 2017  | Alicia Thompson (en) | Kaya Cattouse (en)   | Gabrielle Lovell     |
| 2018  | Alicia Thompson (en) | Kaya Cattouse (en)   | Miguelina López      |
| 2019  | ?                    |                      |                      |
| 2020  | Alicia Thompson (en) | Nicole Gallego       | Fiona Castillo       |
| 2021  | annulé               |                      |                      |
| 2022  | Gabrielle Gabourel   | Kaya Cattouse (en)   | Paulita Chavarria    |
| 2023  | Kaya Cattouse (en)   | Mariana Valdez       | Kedisha Francis      |
| 2024  | Kaya Cattouse (en)   | Joyce Monton         | Gabrielle Gabourel   |
| 2025  | Joyce Monton         | Francine Gigli       | Norma Nunez          |

### Juniors
| Année | Vainqueur           | Deuxième            | Troisième        |
| ----- | ------------------- | ------------------- | ---------------- |
| 2003  | Marlon Castillo     |                     |                  |
| 2004  | Marlon Castillo     | Keron Fernandez     | Giovanni Choto   |
| 2005  | Peter Choto         | Justin Williams     | Domingo Lewis    |
| 2006  | Peter Choto         | Elston Coleman      | Holly Vasquez    |
| 2007  | Geon Hanson         | Byron Pope          | Peter Choto      |
| 2008  | Edward Reyes        | Jairo Campos        | Geon Hanson      |
| 2009  | Austin Armstrong    | Trevon Salazar (en) | Daniel Choto     |
| 2010  | Daniel Choto        | Juan José Cuellar   | Aiden Juan       |
| 2011  | Johnny Quintal      | Giovanni Lovell     | Austin Armstrong |
| 2012  | Oscar Quiroz Jr.    | Deezan Spence       | Zahir Figueroa   |
| 2013  | Tarique Flowers     | Giovanni Lovell     | Joslyn Chavarria |
| 2014  | Tarique Flowers     | Zahir Figueroa      | Delawn Abraham   |
| 2015  | Yan Cattouse        | Kaydine Pinello     | Anthony Marin    |
| 2016  | Ernest Bradley      | Juhawi Ysaguirre    | Kaydine Pinello  |
| 2017  | Shawn Codd          | Nashen Ysaguirre    | Brian Sutherland |
| 2018  | Shawn Armstrong Jr. | Eric Heusner        | Shawn Codd       |
| 2019  | ?                   |                     |                  |
| 2020  | Jyven Gonzalez      | Mairon Muñoz        | Daniel Williams  |
| 2021  | annulé              |                     |                  |
| 2022  | Goran Gabourel      | Renan Codd          | Tyler Tejeda     |
| 2023  | Tyler Tejeda        | Jamar Murry         | Delton Rojas     |
| 2024  | Tyler Tejeda        | Devyn Major         | Jaylen Briceño   |
| 2025  | Devyn Major         | Keith Enwright      | Tamron Morris    |